# Dévényi Róbert
Dévényi Róbert (Budapest, 1931. április 14. – Budapest, 1987. június 27.) magyar operarendező, dramaturg, író, tanár.

## Életpályája
1951–1956 között a Liszt Ferenc Zeneművészeti Egyetem hallgatója volt, ahol Nádasdy Kálmán és Oláh Gusztáv tanította operarendező szakon. 1956–1957 között a debreceni Csokonai Nemzeti Színház rendezője volt. 1962-től a Népművelési Intézetben dolgozott. 1966-tól a Népművelési Propaganda Irodában dolgozott szerkesztőként. 1969-től a pesterzsébeti Csili Soós Imre Színpad rendezőjeként tevékenykedett. 1975-ben a KISZ Művészegyüttes rendezője volt. 1980-tól az Amatőr Színjátszók Országos Tanácsának alelnöke volt. 1986-ig a Múzsák Kiadó munkatársa volt.
Operaismertetőket, opera- és zenésfilm-bírálatokat írt, gyakran publikált a napilapokban és folyóiratokban; rendezett a Magyar Rádió és a Magyar Televízió számára is. Drámákat is írt. Munkásságának legfontosabb része az amatőr színjátszómozgalomhoz kötődött. A tatabányai Bányász Együttes és a budapesti Egyesült Izzó színjátszó csoport rendezője volt.
Sírja a Farkasréti temetőben található (15-1-864).

## Színházi rendezései
- Puccini: Bohémélet (1957)

## Művei

### Drámák
- Kísértetjárás (1960)
- Vidéken (1962)
- Páros merülés (1969)
- A kibúvó (1974)
- Mint a madár a fán (1982)
- A zsarnok és a katona (1983)

### Egyéb művei
- A porond (Három színjáték, 1974)
- A commedia dell’arte (tanulmány, Zalaegerszeg, 1979)
- Az amatőr színjáték dramaturgiája (tanulmány, 1984)